# Tabiteuea
Tabiteuea es el nombre colectivo de dos islas próximas entre sí: Tabiteuea Norte y Tabiteuea Sur. Las islas están ubicadas en el océano Pacífico, al sur de Tarawa, y pertenecen a la República de Kiribati. 
Tabiteuea Norte tiene un área terrestre de 26 km² y cuenta con una población de 2990 personas en 2001; mientras que Tabiteuea Sur, con un área terrestre de 12 km², tiene una población de 1293 individuos.
«Tabiteuea», en idioma gilbertense, significa «tierra sin jefes», ya que la isla es tradicionalmente igualitaria. A finales del siglo XIX, las dos islas fueron el sitio de una guerra religiosa cuando la población de Tabiteuea Norte se convirtió al cristianismo e invadió Tabiteuea Sur (cuya población tenía sus propias prácticas religiosas).
- Datos: Q1059267
- Multimedia: Tabiteuea / Q1059267